# Левенберзька конкордія
Левенберзька конкордія — екуменічний документ, прийнятий 16 березня 1973 року в м. Лейенберг (Швейцарія) більшістю європейських лютеранських і реформатських церков, а також євангелічно-уніоністською, вальденською та чеською братськими церквами. У документі представлена спільна позиція з питань хрещення, Вечері Господньої, приречення та христологічних питань, які розділяють протестантські конфесії, що уможливлює запровадження вівтарного та кафедрального спілкування (інтеркомуніон).
Підписання документа уможливило створення 1 жовтня 1974 року спільноти євангельських церков під назвою Лейенберзька спільнота церков, яка у 2003 році була перейменована на Спільноту протестантських церков Європи. З 1 січня 1997 року до громади приєдналися також сім методистських церков. На сьогодні до співдружності входять 105 церков, у тому числі кілька південноамериканських. 